# 9.ª etapa do Giro d'Italia de 2018
A 9.ª etapa do Giro d'Italia de 2018 teve lugar a 13 de maio de 2018 entre Pesco Sannita e Campo Imperatore sobre um percurso de 225 km e foi ganhada pelo ciclista britânico Simon Yates, quem reforça o seu domínio da Maglia Rosa.

## Classificação da etapa
| \| Classificação por etapas \| Classificação por etapas \| Classificação por etapas \| Classificação por etapas \| Classificação por etapas \| \| Ciclista \| Ciclista \| Equipe \| Tempo \| \| \| ------------------------ \| ------------------------ \| ------------------------ \| ------------------------ \| ------------------------ \| \| 1. \| Simon Yates \| Mitchelton-Scott \| 5h54m13s \| \| \| 2. \| Thibaut Pinot \| Groupama-FDJ \| + 0s \| \| \| 3. \| Esteban Chaves \| Mitchelton-Scott \| + 0s \| \| \| 4. \| Domenico Pozzovivo \| Bahrain-Merida \| + 4s \| \| \| 5. \| Richard Carapaz \| Movistar Team \| + 4s \| \| \| 6. \| Davide Formolo \| Bora-Hansgrohe \| + 10s \| \| \| 7. \| George Bennett \| LottoNL-Jumbo \| + 12s \| \| \| 8. \| Tom Dumoulin \| Team Sunweb \| + 12s \| \| \| 9. \| Miguel Ángel López \| Astana \| + 12s \| \| \| 10. \| Giulio Ciccone \| Bardiani CSF \| + 24s \| \| |                    |                  |          |
| |                    |                  |          |
| Fonte: ProCyclingStats |                    |                  |          |
| Classificação por etapas |                    |                  |          |
| Ciclista | Ciclista           | Equipe           | Tempo    |
| 1. | Simon Yates        | Mitchelton-Scott | 5h54m13s |
| 2. | Thibaut Pinot      | Groupama-FDJ     | + 0s     |
| 3. | Esteban Chaves     | Mitchelton-Scott | + 0s     |
| 4. | Domenico Pozzovivo | Bahrain-Merida   | + 4s     |
| 5. | Richard Carapaz    | Movistar Team    | + 4s     |
| 6. | Davide Formolo     | Bora-Hansgrohe   | + 10s    |
| 7. | George Bennett     | LottoNL-Jumbo    | + 12s    |
| 8. | Tom Dumoulin       | Team Sunweb      | + 12s    |
| 9. | Miguel Ángel López | Astana           | + 12s    |
| 10. | Giulio Ciccone     | Bardiani CSF     | + 24s    |

## Classificações ao final da etapa

### Classificação geral(Maglia Rosa)
| \| Classificação geral \| Classificação geral \| Classificação geral \| Classificação geral \| Classificação geral \| \| Ciclista \| Ciclista \| Equipe \| Tempo \| \| \| ------------------- \| ------------------- \| ------------------------- \| ------------------- \| ------------------- \| \| 1. \| Simon Yates \| Mitchelton-Scott \| 37h37m15s \| \| \| 2. \| Esteban Chaves \| Mitchelton-Scott \| + 32s \| \| \| 3. \| Tom Dumoulin \| Team Sunweb \| + 38s \| \| \| 4. \| Thibaut Pinot \| Groupama-FDJ \| + 45s \| \| \| 5. \| Domenico Pozzovivo \| Bahrain-Merida \| + 57s \| \| \| 6. \| Richard Carapaz \| Movistar Team \| + 1m20s \| \| \| 7. \| George Bennett \| LottoNL-Jumbo \| + 1m33s \| \| \| 8. \| Rohan Dennis \| BMC Racing Team \| + 2m05s \| \| \| 9. \| Pello Bilbao \| Astana \| + 2m05s \| \| \| 10. \| Michael Woods \| EF Education First-Drapac \| + 2m25s \| \| |                    |                           |           |
| |                    |                           |           |
| Fonte: ProCyclingStats |                    |                           |           |
| Classificação geral |                    |                           |           |
| Ciclista | Ciclista           | Equipe                    | Tempo     |
| 1. | Simon Yates        | Mitchelton-Scott          | 37h37m15s |
| 2. | Esteban Chaves     | Mitchelton-Scott          | + 32s     |
| 3. | Tom Dumoulin       | Team Sunweb               | + 38s     |
| 4. | Thibaut Pinot      | Groupama-FDJ              | + 45s     |
| 5. | Domenico Pozzovivo | Bahrain-Merida            | + 57s     |
| 6. | Richard Carapaz    | Movistar Team             | + 1m20s   |
| 7. | George Bennett     | LottoNL-Jumbo             | + 1m33s   |
| 8. | Rohan Dennis       | BMC Racing Team           | + 2m05s   |
| 9. | Pello Bilbao       | Astana                    | + 2m05s   |
| 10. | Michael Woods      | EF Education First-Drapac | + 2m25s   |

### Classificação por pontos(Maglia Ciclamino)
| Classificação por pontos | Classificação por pontos | Classificação por pontos    | Classificação por pontos | Classificação por pontos |
| Ciclista                 | Ciclista                 | Equipe                      | Pontos                   |                          |
| ------------------------ | ------------------------ | --------------------------- | ------------------------ | ------------------------ |
| 1.                       | Elia Viviani             | Quick-Step Floors           | 178 pts                  |                          |
| 2.                       | Sam Bennett              | Bora-Hansgrohe              | 100 pts                  |                          |
| 3.                       | Sacha Modolo             | EF Education First-Drapac   | 73 pts                   |                          |
| 4.                       | Davide Ballerini         | Androni Giocattoli-Sidermec | 68 pts                   |                          |
| 5.                       | Guillaume Boivin         | Israel Cycling Academy      | 52 pts                   |                          |
| 6.                       | Simon Yates              | Mitchelton-Scott            | 51 pts                   |                          |
| 7.                       | Marco Frapporti          | Androni Giocattoli-Sidermec | 49 pts                   |                          |
| 8.                       | Maksim Belkov            | Katusha-Alpecin             | 46 pts                   |                          |
| 9.                       | Enrico Battaglin         | LottoNL-Jumbo               | 45 pts                   |                          |
| 10.                      | Niccolò Bonifazio        | Bahrain-Merida              | 43 pts                   |                          |

### Classificação da montanha(Maglia Azzurra)
| Classificação da montanha | Classificação da montanha | Classificação da montanha   | Classificação da montanha | Classificação da montanha |
| Ciclista                  | Ciclista                  | Equipe                      | Pontos                    |                           |
| ------------------------- | ------------------------- | --------------------------- | ------------------------- | ------------------------- |
| 1.                        | Simon Yates               | Mitchelton-Scott            | 55 pts                    |                           |
| 2.                        | Esteban Chaves            | Mitchelton-Scott            | 47 pts                    |                           |
| 3.                        | Thibaut Pinot             | Groupama-FDJ                | 36 pts                    |                           |
| 4.                        | Richard Carapaz           | Movistar Team               | 23 pts                    |                           |
| 5.                        | Fausto Masnada            | Androni Giocattoli-Sidermec | 21 pts                    |                           |
| 6.                        | Domenico Pozzovivo        | Bahrain-Merida              | 16 pts                    |                           |
| 7.                        | Natnael Berhane           | Dimension Data              | 15 pts                    |                           |
| 8.                        | Davide Formolo            | Bora-Hansgrohe              | 12 pts                    |                           |
| 9.                        | Mikaël Cherel             | AG2R La Mondiale            | 12 pts                    |                           |
| 10.                       | Enrico Barbin             | Bardiani CSF                | 11 pts                    |                           |

### Classificação dos jovens(Maglia Bianca)
| Classificação dos jovens | Classificação dos jovens | Classificação dos jovens    | Classificação dos jovens | Classificação dos jovens |
| Ciclista                 | Ciclista                 | Equipe                      | Tempo                    |                          |
| ------------------------ | ------------------------ | --------------------------- | ------------------------ | ------------------------ |
| 1.                       | Richard Carapaz          | Movistar Team               | 37h38m35s                |                          |
| 2.                       | Miguel Ángel López       | Astana                      | + 1m14s                  |                          |
| 3.                       | Ben O'Connor             | Dimension Data              | + 1m16s                  |                          |
| 4.                       | Sam Oomen                | Team Sunweb                 | + 1m34s                  |                          |
| 5.                       | Maximilian Schachmann    | Quick-Step Floors           | + 2m17s                  |                          |
| 6.                       | Valerio Conti            | UAE Team Emirates           | + 9m30s                  |                          |
| 7.                       | Fausto Masnada           | Androni Giocattoli-Sidermec | + 10m14s                 |                          |
| 8.                       | Jack Haig                | Mitchelton-Scott            | + 19m14s                 |                          |
| 9.                       | Matej Mohorič            | Bahrain-Merida              | + 23m46s                 |                          |
| 10.                      | Louis Vervaeke           | Team Sunweb                 | + 28m57s                 |                          |

### Classificação por equipas"Super Team"
| Classificação por equipes | Classificação por equipes | Classificação por equipes | Classificação por equipes |
| Equipe                    | Equipe                    | Tempo                     |                           |
| ------------------------- | ------------------------- | ------------------------- | ------------------------- |
| 1.                        | Mitchelton-Scott          | 112h55m41s                |                           |
| 2.                        | Astana                    | + 3m48s                   |                           |
| 3.                        | Sky                       | + 4m30s                   |                           |
| 4.                        | Movistar Team             | + 7m04s                   |                           |
| 5.                        | UAE Team Emirates         | + 14m28s                  |                           |
| 6.                        | Team Sunweb               | + 17m37s                  |                           |
| 7.                        | Groupama-FDJ              | + 21m45s                  |                           |
| 8.                        | Dimension Data            | + 25m36s                  |                           |
| 9.                        | AG2R La Mondiale          | + 26m59s                  |                           |
| 10.                       | Bora-Hansgrohe            | + 30m40s                  |                           |

## Abandonos
- Jakub Mareczko, por retiro.